# Khutulun

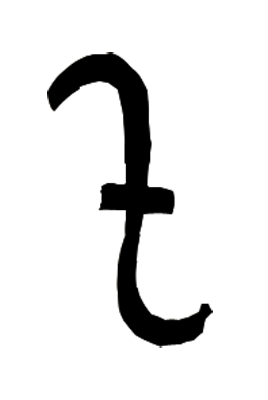
Tamgha van Kaidu, Huis van Ögedei.

Khutulun (ca. 1260 – ca. 1306), ook wel bekend als Aigiarne, Aiyurug, Khotol Tsagaan of Ay Yaruq (letterlijk Maanlicht) was de beroemdste dochter van Kaidu, een neef van Koeblai Khan. Haar vader was enorm tevreden met haar vaardigheden, en zij vergezelde hem op zijn militaire campagnes. Marco Polo en Rashid al-Din schreven beiden over haar.

## Leven
Khutulun werd rond 1260 geboren. Rond 1280 was haar vader Kaidu uitgegroeid tot de machtigste heerser van Centraal-Azië, heersend over een rijk van West-Mongolië tot Oxus, en van het Midden-Siberisch Bergland tot India.
Marco Polo omschreef Khutulun als een geweldige krijger, iemand die kon rijden tot in de vijandelijke gelederen en een gevangene zo gemakkelijk kon grijpen als een havik een kip greep. Ze stond haar vader in vele veldslagen bij, met name tegen de Yuan-dynastie van haar neef, de Grootkan - Kublai (regering: 1260-1294).
Khutulun stond erop dat elke man die met haar wilde trouwen haar moest verslaan in het worstelen. Ze werd gezegd zoveel paarden te hebben gewonnen in wedstrijden en als inzet door potentiële vrijers om met haar te worstelen, dat ze een kudde van tienduizend stuks verzamelde.
Bronnen variëren over de identiteit van haar man. Sommige kronieken zeggen dat haar echtgenoot een knappe man was die een gefaalde moordaanslag op haar vader had gepleegd en was gevangen genomen; anderen verwijzen naar hem als Kaidu's metgezel uit de Choros-clan. Rashid al-Din schreef dat Khutulun verliefd werd op Ghazan, de Mongoolse heerser in Perzië.
Van al Kaidu's kinderen, was Khutulun zijn favoriet, en degene wiens advies en politieke ondersteuning hij het meest zocht. Volgens sommige bronnen probeerde hij haar als zijn opvolger in het kanaat te benoemen voordat hij in 1301 overleed. Zijn keuze werd echter afgewezen door zijn mannelijke familieleden. Nadat Kaidu was overleden, bewaakte Khutulun het graf met de hulp van haar broer Orus. Ze werd door haar andere broers, waaronder Chapar, en verwant Duwa uitgedaagd omdat ze verzette zich tegen de opvolging. Ze stierf in 1306.

## In populaire cultuur

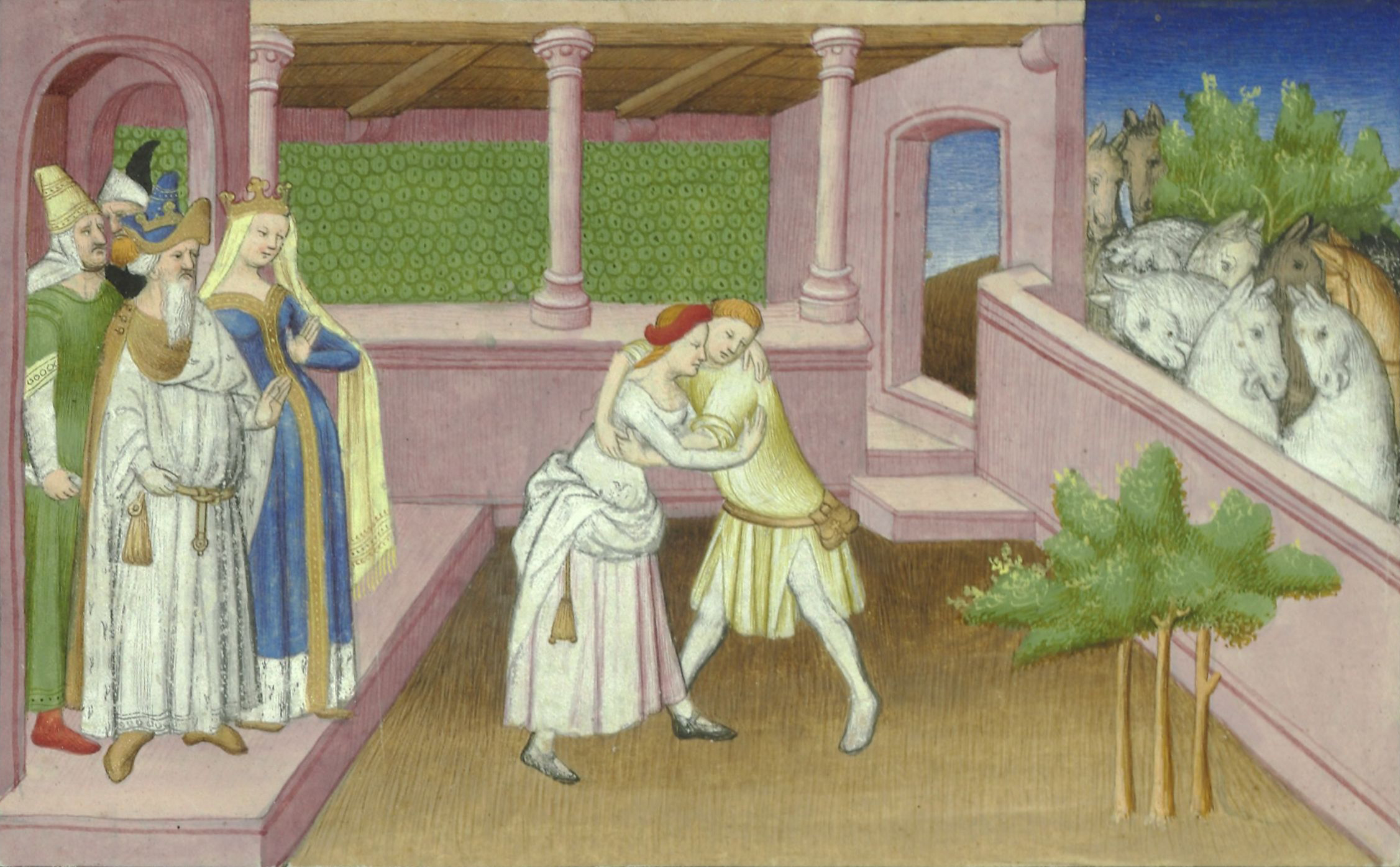
Khutulun dochter van Qaidu, middeleeuwse miniatuur, 1410-1412.

Khutulun wordt beschouwd als de basis voor het personage Turandot, die het onderwerp is geweest van een aantal westerse literaire werken. Terwijl ze in de Mongoolse cultuur wordt herinnerd als een beroemde atlete en de krijgster, wordt ze in de westerse artistieke adaptaties afgeschilderd als een trotse vrouw die uiteindelijk toch bezwijkt aan de liefde.
François Pétis de la Croix zijn boek uit 1710 met Aziatische verhalen en fabels bevat een verhaal waarin Khutulun Turandot, een Perzisch woord (Turandokht توراندخت) dat zoveel betekent als “Centraal-Aziatische Dochter,” wordt genoemd en waarin ze wordt gezegd de negentien-jarige dochter van Altoun Khan, de Mongoolse keizer van China, te zijn. In het verhaal van Pétis de La Croix worstelt ze echter niet met haar vrijere en zijn paarden niet de inzet, maar ze legt hen drie raadsels voor om op te lossen en ze worden geëxecuteerd als ze deze niet kunnen oplossen.
Carlo Gozzi schreef 50 jaar later zijn eigen versie neer, een toneelstuk waarin ze wordt afgeschilderd als een "tijgerachtige vrouw" met een "niet aflatende trots". Friedrich von Schiller vertaalde en adapteerde in 1801 het toneelstuk naar het Duits als Turandot, Prinzessin von China.
De bekendste versie van Turandot is Giacomo Puccini's opera, waaraan hij nog werkte toen hij in 1924 overleed.
Er zijn verscheidene verhalen en romans over Khutulun geschreven door Mongoolse schrijvers, zoals Khotolon door Purev Sanj, Khatan t︠s︡adig : tu̇u̇khėn tuuzhis
door Chimėg-Ochiryn Zhanchivdorzh, Khotol Tsagaan door Oyungerel Tsedevdamba, Zhanzhin t︠s︡adig : tu̇u̇khėn tuuzhis door Sanzhaagiĭn Batzhargal, enzovoorts.
Het personage Khutulun wordt door Claudia Kim gespeeld in de Netflix-serie Marco Polo.